# Příčiny druhé světové války

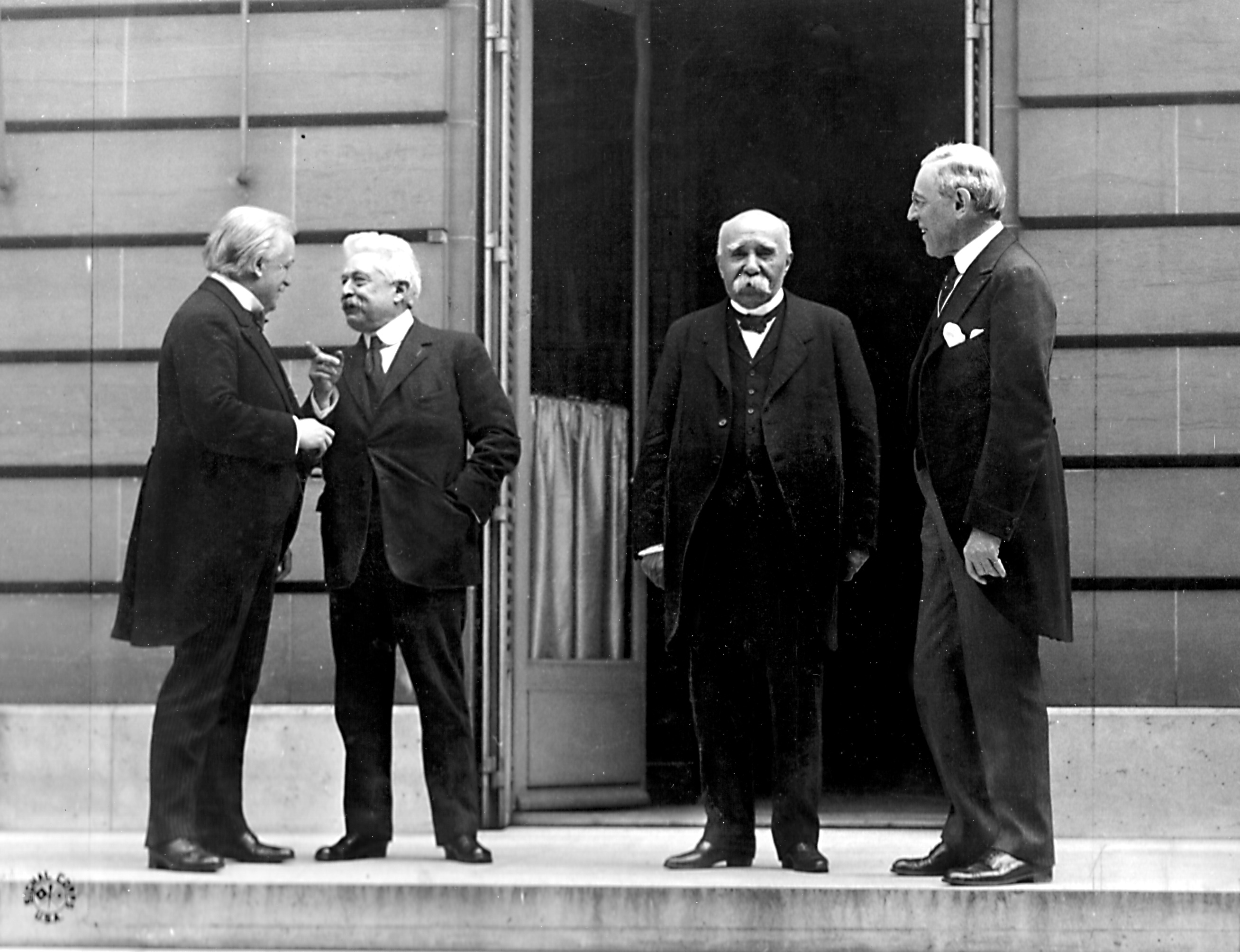
Jednání ve Versailles. Zleva: premiér Velké Británie David Lloyd George, Vittorio Orlando z Itálie, premiér Francie Georges Clemenceau a prezident USA Woodrow Wilson.

Druhá světová válka představuje největší válečný konflikt v historii lidstva. Jeho příčiny lze hledat v rivalitě hlavních světových mocností, v jejich rozdílných zájmech a v následcích předcházejícího celosvětového konfliktu – první světové války. Její vítězové stanovili ve Versailleské smlouvě velmi tvrdé podmínky pro poražené státy, aniž by však poté dostatečnou rázností a vojenskou silou zajistili dohled nad jejich plněním. Významnou roli v procesu rozbíjení křehkého míru hrály faktory jako postupně se projevující slabost hlavních evropských vítězů Francie a Spojeného království, nezájem Spojených států o větší angažmá v evropských záležitostech, nestabilita vzniklá kvůli celosvětové velké hospodářské krizi, řada národnostních třenic na území nově vzniklých států (Polsko, Československo, Jugoslávie) a snaha poražených z první světové války (Německo, Maďarsko) o odvetu a získání ztracených území a pozic. K tomu se přidala snaha některých vítězů první světové války (Japonska a Itálie) o další územní a strategické zisky. Výsledkem všech těchto faktorů bylo rozpoutání nového celosvětového vojenského střetnutí, které se stalo ještě ničivějším, než bylo to předchozí.

## Nespokojení a jejich požadavky

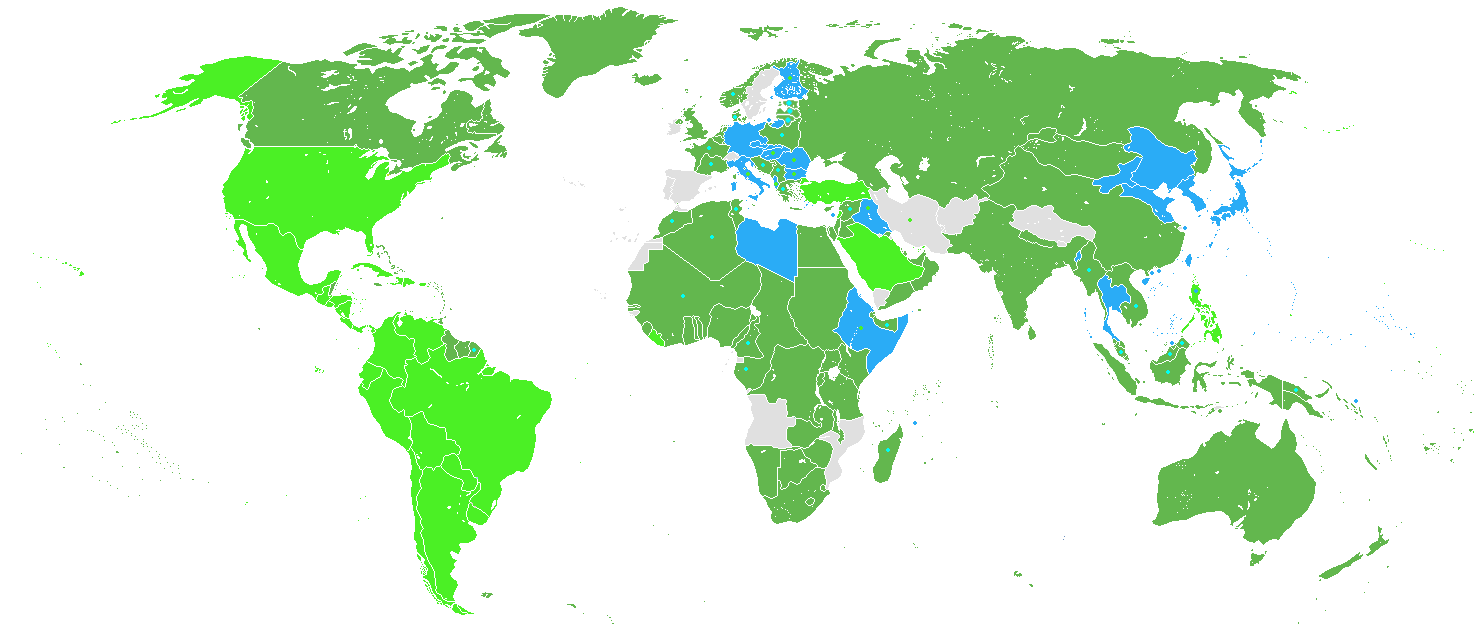
Mapa světa s účastníky druhé světové války. Spojenci jsou označeni zeleně (světle zelení se připojili po útoku na Pearl Harbor). Osa je modrá a neutrální státy jsou šedé.

Obecně lze říci, že skupinu nespokojených států, jejichž vládnoucí kruhy po první světové válce usilovaly o nové uspořádání světa, tvořily jak státy poražené, které mnoho ztratily, tak státy vítězné, které získaly méně, než jejich vůdcové očekávali.

### Poražení nespokojenci
Skupina poražených nespokojenců představovala nesourodou skupinu států, které během první světové války skončily na straně poražených a ztratily obrovská území. Jejich pokoření spolu s nacionalistickými vášněmi a celosvětovou recesí vytvořilo podhoubí pro vznik militaristických režimů, jejichž cílem byla pomsta a minimálně napravení těch nejpodstatnějších křivd. Nejdůležitější státy této skupiny jsou Německo a Maďarsko.

#### Německo

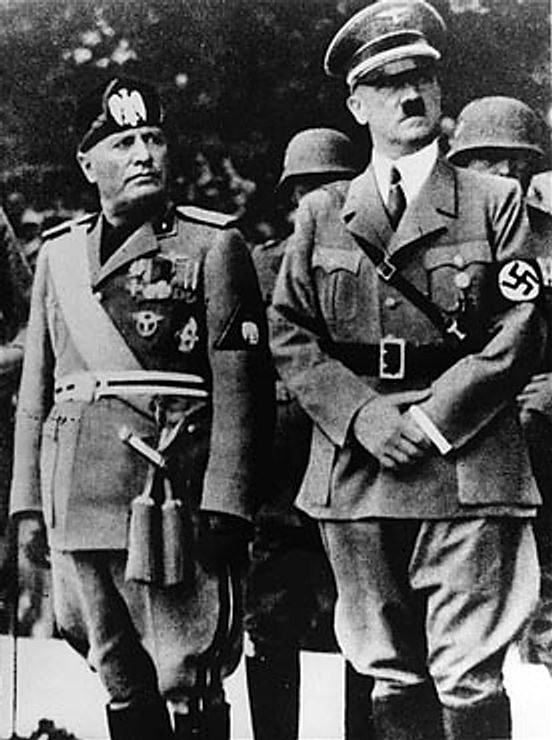
Benito Mussolini a Adolf Hitler

Německo bylo nejvýznamnějším a nejagresivnějším evropským nespokojencem. Jeho územní ztráty byly rozsáhlé, Německo bylo částečně roztříštěno a milióny Němců se ocitly v nově vzniklých, pro ně nepřirozených a slabých státech pod nadvládou jiných národů. Němci to pociťovali jako nespravedlnost zejména v souvislosti s tím, že se na jejich území vůbec nebojovalo. Většina řadových vojáků a nižších důstojníků, jakož i obyvatel, se cítila podvedena poválečným uspořádáním, které pro ně bylo mnohem horší, než které jim v době kapitulace sliboval americký prezident Woodrow Wilson, a vlastně ani nechápala, proč bylo nutno kapitulovat. Nechápali naprostou beznadějnost postavení Centrálních mocností v roce 1918 a výsledek války pro ně byl trpkou zradou, kterou zinscenovala Dohoda a německé vedení. Velká hospodářská krize, která válkou vyčerpané Německo tvrdě zasáhla na přelomu dvacátých a třicátých let, vynesla k moci charismatického řečníka a demagoga Adolfa Hitlera. Ten se prosadil terorem proti odpůrcūm své strany NSDAP, překonáním hospodářského úpadku a inflace i agresivní politikou ve vztahu k zahraničí, která měla vrátit Německu jeho dřívější velikost a důležitost.
Hitler vsadil na nacionalismus a antisemitismus, které se v poválečných podmínkách v Německu rozbujely. Jeho program vycházel z odmítnutí versailleského systému. Pod jeho vedením Německo znovu vyzbrojilo armádu a začalo ji rozšiřovat, obsadilo demilitarizované Porýní, připojilo k Německu zpět Sársko. Otevřeně začalo hovořit o spojení se s Rakouskem a tohoto svého cíle v březnu 1938 napůl násilně dosáhlo (tzv. Anšlus). Ve stejném roce začalo Německo vznášet územní nároky proti Československu a po jejich prosazení (Mnichovský diktát) pak v roce 1939 i proti Litvě a Polsku. S každým uskutečněným krokem tohoto plánu, který byl doprovázen ústupky ze strany Anglie a Francie, rostla Hitlerova popularita a podpora mezi německým lidem. Velmi dovedně přitom využíval sporů a bolavých ran mezi svými nepřáteli, jako byl spor o Těšínsko mezi Československem a Polskem a také vzrůstající nacionalismus Slováků, kteří chtěli autonomii, později samostatnost. Definitivní důvěru vlivných kruhů v Německu a absolutní moc získal v březnu 1939, když bez boje a za skoro již směšných protestů Francie a Velké Británie definitivě zlikvidoval Československo a na českém území zřídil Protektorát Čechy a Morava. S podporou Itálie, Maďarska a dalších satelitů Hitlerova odvaha ještě vzrostla, a když se mu podařilo dohodnout se o dočasné rozdělení sfér vlivu s vůdcem Sovětského svazu Stalinem (viz Pakt Ribbentrop–Molotov a s ním související smlouvy a dodatky), byla pro něj cesta k velké válce otevřena. První obětí, která se bránila, bylo Polsko.

#### Maďarsko

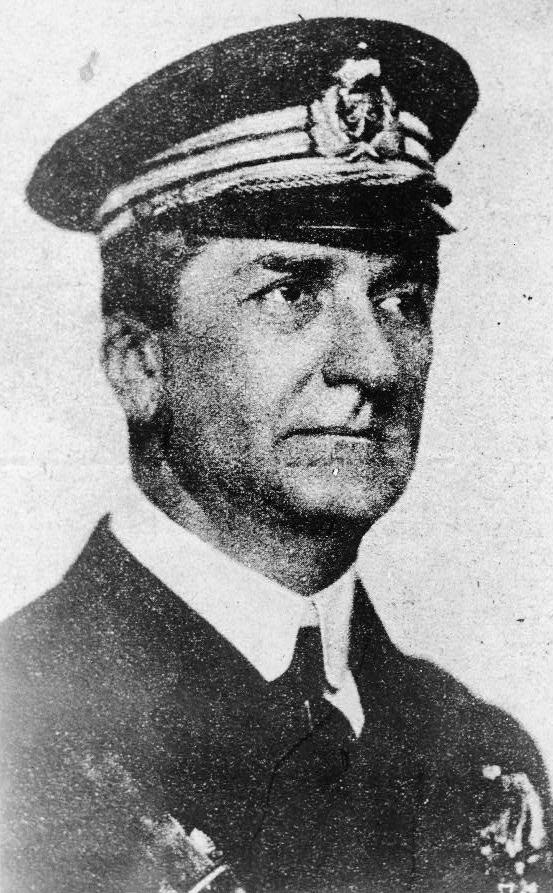
Admirál Miklós Horthy

Maďarsko bylo druhým velkým poraženým první světové války. Zatímco na jejím začátku zahrnovalo polovinu Rakousko-Uherska, po jejím skončení na základě Trianonské smlouvy ze 4. června 1920 se velký počet Maďarů ocitl mimo území státu zmenšeného o dvě třetiny své plochy z doby Rakouska-Uherska. Za nejbolestivější byla považována ztráta Sedmihradska (Transsylvanie), Slovenska a Podkarpatské Rusi, další územní požadavky však byly vznášeny proti Rakousku (Burgenland) a Jugoslávii. Poválečné Maďarsko, nadále formálně království v čele s regentem admirálem Miklósem Horthym, sice soustavně požadovalo ztracená území zpět, ale zpočátku nemělo možnost o ně skutečně bojovat. Na Hitlerovo naléhání nakonec maďarská vládní delegace vedená Horthym při jednáních v Berlíně mezi 21. až 26. srpnem 1938 souhlasila s podílnictvím Maďarska na vojenském útoku na Československo podle plánu „Fall Grün“ (Zelený případ). O měsíc později Mnichovská dohoda, podepsaná Německem, Itálií Francií a Spojeným královstvím, vedla k tomu, že Maďarsko podle tzv. První vídeňské arbitráže obsadilo významná území jižního Slovenska a Podkarpatské Rusi (s nadpolovičním podílem etnických Maďarů v obyvatelstvu) bez boje. V dalších letech se Maďarsko ocitalo stále více pod vlivem a tlakem nacistického Německa, které je do války „vzalo s sebou“. Společně s Německem se podílelo také na dočasné úplné likvidaci Československa v roce 1939. Maďarská karta byla pro Němce způsobem, jak si zajistit absolutní poslušnost jednoho z nejvěrnějších satelitů – Slovenska (viz Slovenský stát).

#### Ostatní nespokojenci
V Evropě existovaly i další státy nespokojené s výsledky první světové války, ale také potenciální spojenci těchto nespokojenců. Nejdůležitějším z těchto států bylo Turecko, které se nakonec rozhodlo zůstat stranou nového konfliktu.

### Sovětský svaz
Dalším velkým státem, který se nechtěl smířit s faktickým omezením své moci po první světové válce, byl Sovětský svaz. Zařadit tehdejší sovětské Rusko k mocnostem poraženým v této válce by bylo velmi sporné, přesto nebyl SSSR ani vítěznou mocností. Největší teritoriální ztráty sklidilo sovětské Rusko až po ní a v období občanské války.
SSSR se začal považovat za zvěstovatele a vůdce komunistického hnutí, které se mělo rozšířit po celém světě, a zároveň za legitimního nástupce Ruského impéria, oproti kterému však v první světové válce a následných konfliktech ztratil rozsáhlá území. Již v roce 1920 plánovalo vedení ruských bolševiků a Rudé armády v čele se Stalinem a Michailem Tuchačevským dobytí velké části Evropy, když hodlali spojit své síly s bouřícími se komunisty v Maďarsku, Německu a Francii. Tento cíl se ovšem stal bezpředmětným, když Polsko materiálně podporované evropskými mocnostmi porazili Tuchačevského v bitvě u Varšavy (tzv. „Zázrak na Visle“) a v následujících několika měsících vítězili nad Rudou armádou v dalších bitvách. Proti Rusku se postavila hrozivá koalice Polska, Francie, Anglie, nedemobilizovaných německých jednotek, ruských Bílých gard, Finů, pobaltských států a Japonska. Ukázalo se sice, že Francie a Velká Británie nemyslí celou věc úplně vážně, nicméně i tak výsledkem bylo, že ruská komunistická vláda neudržela celé území bývalého Ruského impéria. Ztratila Finsko, Litvu, Lotyšsko a Estonsko. Nově vzniklé Polsko získalo nejen území bývalého Polského království pod ruskou nadvládou, ale také území, která jsou v současnosti součástmi Běloruska a Ukrajiny.
Stalin od počátku třicátých let budoval armádu, jednak z obranných důvodů, jednak jako přípravu na vlastní obnovu bývalého impéria. Byl však opatrný, neboť se obával, aby se proti němu svět nespojil jako ve dvacátých letech. Vyjednával s různými státy – Francií, Spojeným královstvím a Německem. Francouzi byli poměrně vstřícní, Britové však reagovali na veškeré návrhy chladně a dávali Stalinovi najevo, že nehodlají garantovat jeho územní požadavky. Stalin se tedy rozhodl dohodnout s Německem, které sice proti němu organizovalo mezinárodní koalice (viz Osa Berlín-Řím-Tokio), nicméně jako každý diktátorský režim bylo schopno své předsudky a principiální postoje bez problémů překonat, šlo-li o územní zisk.

### Vítězní nespokojenci
Druhou skupinou byla skupina zklamaných vítězů – států, které se připojily k Dohodě, neboť od toho očekávaly nějaký zisk a posílení svých pozic. Nejvýznamnějšími státy tohoto typu byly Japonsko a Itálie.

#### Itálie
Itálie byla největším evropským nespokojencem. V roce 1915 se připojila na stranu Dohody vyloženě s cílem rozšířit své panství. Nárokovala si prostor a dominantní roli ve Středozemním moři, Jižní Tyrolsko, Terst, dominantní vliv na Balkáně a německé kolonie v Africe. V tomto ohledu však zůstaly její tužby převážně nevyslyšeny, nakonec získala jen Jižní Tyrolsko, Terst a několik nepříliš významných ostrůvků ve východním Středomoří. Její koloniální touhy a balkánské plány zůstaly z velké části nenaplněny a Itálie brzy dospěla k názoru, že byla zneuctěna. Do čela Itálie se dostali fašisté v čele s Benitem Mussolinim, který se rozhodl vrátit Itálii zpět na výsluní a dobýt jí postavení velmoci. Jeho koloniální snahy v Africe, které vygradovaly v invazi do Habeše, se však nesetkaly s pochopením a vedly k mezinárodní ostrakizaci Itálie, což jen upevnilo její spojení s Německem. V následných letech se Mussolini po boku Německa nerozhodně potácel mezi válečným nadšením a nabádáním k opatrnosti, nicméně v rozhodujících chvílích se k Německu připojil.

#### Japonsko
Jestliže Itálie představovala zhrzeného spojence, který nepředstavoval velkou hrozbu, Japonsko bylo dřímajícím asijským obrem, který se nedal brát na lehkou váhu. Když se Japonsko připojilo na stranu Dohody, očekávalo, že zaujme postavení velmoci na Dálném východě. Převzetí správy německých kolonií, volná ruka v Koreji a Mandžusku, dominantní role v Tichomoří a Číně, po propuknutí Říjnové revoluce ještě ruská východní území - to byla minimalistická očekávání Japonců. V drtivé většině z nich se však zklamali. Namísto toho se dočkali mezinárodních smluv, které definovaly poměr námořních sil, jejichž hlavním účelem bylo zachovat námořní převahu Británie a znemožnit jakoukoliv hegemonii Japonska. Japonsko na to zareagovalo rozhořčením a pevným odhodláním si svou zaslouženou pozici vydobýt. Po určité době odstoupili od smluv, které omezovaly jejich námořní výrobu, a začali budovat námořní a armádní síly, které jim měly zajistit prostředky k ovládnutí vysněného impéria silou. Jejich vojáci získávali obrovské zkušenosti při bojích proti Číně, které byly předehrou ke druhé světové válce v Asii. Japonsko se připojilo k paktu Berlín-Řím a bylo odhodláno si svoji novou pozici vybojovat. Velká Británie, Francie a posléze i USA si tuto skutečnost dobře uvědomily, jejich tragédie však spočívala v tom, že Japonsko hrubě podcenily. Zejména Velká Británie se dlouho domnívala, že na východní barbary docela postačí druhořadé jednotky, a teprve řetěz zdrcujících porážek jí ukázal, jak hrubá to byla chyba.

## Slabost vítězů
Další skupinou států byli spokojení vítězové. Jednak šlo o vítězné velmoci (USA, Francie, Velká Británie), jednak o nové státy, které vznikly demontáží Centrálních mocností a carského Ruska (Polsko, Československo, Jugoslávie, Litva, Lotyšsko, Estonsko, Finsko). Obě podskupiny byly se současným stavem spokojeny a hodlaly jej udržet. Společně se snažily vytvořit jednak rozumný a stabilní systém smluv a záruk, jednak mezinárodní organizaci, která by dohlížela na mír a spolupráci ve světě – Společnost národů. Ani v jednom ohledu však příliš neuspěly. Nejzásadnější problém spočíval v tom, že všechny tři velmoci zcela zanedbaly své ozbrojené síly, takže za jejich smlouvami a Společností národů nestála reálná síla, která by je mohla podpořit a zaštítit.

### Velmoci

#### USA
USA se po konci první světové války pomalu vrátily ke svému izolacionismu a radikálně omezily své ozbrojené síly. Jejich pozemní armáda v době těsně před válkou byla podle evropských měřítek natolik směšná, že nebyly schopny reálně zastrašit vůbec nikoho. Pouze americké loďstvo mohlo představovat hrozbu, ale ani to nebylo tak velké, jak by si Američané přáli. Například Japonci se celkem oprávněně domnívali, že jejich flotila je lepší a dokáže USA porazit. Pokud měli někteří japonští admirálové v čele s Isoroku Jamamotem výhrady k válce s USA, bylo to proto, že je děsila představa flotily, kterou by Spojené státy americké dokázaly postavit, ne té reálně existující. V evropském kontextu byl vliv USA na „inkubaci války“ ve většině ohledů marginální.
Ministr zahraničních věcí Spojených států amerických Cordell Hull spatřoval příčinu druhé světové války mj. v hospodářských konfliktech a jevech jako inflace, regulace, cla, kvóty atd., které vznikly po opuštění tzv. zlatého standardu.

#### Francie
Francie byla vlastně jediným evropským státem, který měl silnou a početnou pozemní armádu. Když Německo přestalo platit reparace, francouzská armáda obsadila Porýní. Nedostalo se jí však patřičné podpory ani od nejbližších spojenců, a proto se posléze stáhla, aniž by obnovené placení prosadila, a co hůř, vzala si z toho poučení a přestala o podobných akcích uvažovat. Francie měla problematickou smlouvu s SSSR a klíčovou smlouvu s Velkou Británií. Francie též garantovala bezpečnost Československu a Polsku. Vzrůstající neochota používat své ozbrojené síly a evidentní obavy francouzských představitelů z další světové války však Francii i její armádu diskvalifikovala.
Co bylo ještě horší, Hitler i němečtí generálové shodně dospěli k názoru, že francouzská armáda je sice velká, ale neefektivní, že myšlenkami i koncepcí stále vězí v první světové válce a pro nová a moderně uspořádaná a vedená německá vojska nebude důstojným soupeřem. jejich sebevědomí rostlo s tím, jak Francie začala pomalu kupit jeden ústupek na druhý ve snaze vyhnout se střetům. Když Hitler vyhlásil své územní požadavky proti Československu, byl si již téměř jist, že Francie svého spojence bránit nebude. Francie sice zpočátku tvrdila, že spojence ochrání, ale když zjistila, že Velká Británie jí v tom nepomůže, ustoupila a požadavky Německa akceptovala s tím, že se vzdá jakýchkoliv dalších územních požadavků. Zároveň vyhlásila spolu s Velkou Británií nejvyšší garance československé druhé republice. Likvidace tohoto torza bývalého spojence v roce 1939 Německem a Maďarskem ukázala, nakolik se Francie v očích protivníků změnila z velmoci na obyčejného šaška.

#### Spojené království
Tehdejší Spojené království Velké Británie a Irska trpělo mnohými problémy. Nominálně resp. zdánlivě zůstávalo hlavní světovou velmocí, tato pozice však byla reálně podpořena především námořní silou. Pozemní vojska byla ve špatném stavu. Námořnictvo bylo sice početně silné, ale jeho připravenost na válku byla problematická. Dalším základním problémem Velké Británie byl její vlastní izolacionismus. Vycházel z přesvědčení, že dění v Evropě se jí nemusí příliš týkat, protože její loďstvo jí spolu s průlivem La Manche zajišťuje naprostou nedobytnost. V případě Tichomoří se pak přidalo ještě naprosto scestné podceňování potenciálního protivníka. Velká Británie zapadla do iluze, že Japonci jsou zaostalí barbaři s druhořadou technikou, a teprve japonský útok, který smetl velkou část jejích držav na Dálném východě, jí ukázal, jak tragický omyl to byl.
Spojené království bylo hlavním hráčem světové politiky, který prosazoval politiku ústupků poté, co se Adolf Hitler uchopil moci v Německu. V této otázce byla jeho politická scéna relativně konzistentní, i když důvody politiků byly různé. Skalní pacifisté se domnívali, že Hitlera „nakrmí“ a až bude spokojen, tak se s ním dohodnou. Izolacionisté věřili, že se celý problém Británie netýká a že by bylo zločinem posílat své muže do války pro záchranu několika „nezajímavých státečků“ v Evropě. Početní antikomunisté se domnívali, že je třeba vypěstovat silné Německo, aby bylo účinnou protiváhou Sovětského svazu. Politiků jako byl například Winston Churchill, kteří si uvědomovali, jak velké nebezpečí vzniká posilováním nacistického Německa také pro britské zájmy, byla menšina.
Politika ústupků (appeasementu) vyvrcholila v politice premiéra Neville Chamberlaina, který přivedl Británii i s Francií k Mnichovské dohodě, v níž obětoval nejen československé pohraničí, ale v důsledku tohoto kroku celé Československo. Měl to být poslední a největší ústupek Hitlerovi, při kterém si od něho vymínil písemné ujištění o nedotknutelnosti zbytku Československa a o tom, že jsou veškeré územní nároky Německa vůči jeho sousedům ukončeny. Chamberlain smlouvu o novém uspořádání hranic vydával za velké vítězství a záruku míru pro věčné časy. Při projevu po návratu z Mnichova prohlásil: „My good friends, for the second time in our history, a British Prime Minister has returned from Germany bringing peace with honour. I believe it is peace for our time.“ („Milí přátelé, po druhé v naší historii se britský premiér vrací z Německa, aby nám se ctí přinesl mír. Věřím, že to je mír pro naši dobu.“ Pokud tomu skutečně věřil (mnoho historiků se domnívá, že nikoliv), čekalo jej o půl roku později kruté vystřízlivění, když Hitler obsadil zbytek Československa a s armádou dovyzbrojenou československými zbraněmi vznesl nároky proti Polsku. Německo již Velkou Británii za neporazitelnou velmoc nepovažovalo. Hitler si jí sice ještě stále vážil, ale už se jí neobával. A smlouvy pro něj neznamenaly překážku.

### Nové státy
Konec první světové války spojený s rozpadem Rakouska-Uherska a zmenšením Německa a Ruska (SSSR) vyústil ve vznik několika nových států. Tyto nově vzniklé útvary byly buďto smluvně vázány s vítěznými mocnostmi, nebo se jim alespoň snažily přiblížit, protože samy byly příliš slabé a nedokázaly by vzdorovat nárokům sousedních mocností, byť dočasně oslabených. Faktem je, že u všech následně vyjmenovaných států došlo k tomu, že s počátkem války veškeré jejich smluvní záruky (respektive alternativní způsoby zajištění bezpečnosti) selhaly a tyto státy byly rozparcelovány mezi Německo a SSSR. Jedinou výjimku představovalo Finsko, i když také nevyvázlo bez šrámů a za své přežití zaplatilo strašlivou cenu.

#### Československo
Československo vzniklo jako jeden z nástupnických států Rakousko-Uherska. Mělo explicitní spojenecké smluvní závazky s Francií a navíc hrálo hlavní roli ve vlastním obranném spolku (poněkud posměšně nazývaném Malá dohoda) s Rumunskem a Jugoslávií. Československo v této době představovalo jednoho z nejvýznamnějších světových exportérů zbraní a tomu také odpovídalo prvotřídní vybavení Československé armády. Tento stát navíc v druhé polovině 30. let intenzívně budoval systém pohraničního opevnění, který mu měl usnadnit obranu. Ačkoliv však Československo pro svoji obranu udělalo nejvíce z potenciálních obětí německého agresora, nemělo to stačit. Anšlus Rakouska rozšířil jeho hranice s nepřáteli o další úsek, kde nebylo pohraniční opevnění dostatečně dokončeno. I Polsko vystoupilo se svými územními nároky a vynutilo vydání části Těšínska, jež po válce připadla k Československu.
K Polsku se po Mnichovu přidalo s nároky na čs. území Maďarsko požadující alespoň „jednoznačně maďarskou část Horních Uher“ (rozuměj část Slovenska s maďarskou většinou) a Podkarpatskou Rus. Geografická pozice Československa a poměr sil prakticky neumožňovaly úspěšnou obranu bez pomoci Francie, ale ta se odmítla angažovat. Malá dohoda, zaměřená původně proti Maďarsku, se tváří v tvář německé přesile zhroutila. Československo, zmítané rozbroji mezi Čechy a Slováky, s početnými německými a maďarskými menšinami v kritickém pohraničí, se samo ubránit nemohlo. Mnichovská dohoda je přiměla odstoupit pohraničí, čímž je dostala z vojenského hlediska do zcela zoufalé situace. V březnu 1939 byla existence Československa ukončena. Někteří historikové obviňují prezidenta Háchu ze zrady, když vydal příkaz ke kapitulaci, což ovšem většina historiků a zejména vojenských odborníku zpochybňuje. Bojovat mělo smysl v roce 1938, situace v roce 1939 už byla zcela jiná, československá armáda už neměla možnost účinného odporu, mohla se pouze nechat zmasakrovat.
Zkáza Československa však měla jeden velmi neblahý důsledek pro vítězné velmoci – do rukou Německa padl bez boje nepoškozený československý válečný průmysl a arzenál Československé armády, včetně výborného dělostřelectva a zejména vynikajících lehkých tanků LT-35 a LT-38 (Němci převzato jako Pz 35(t) a Pz 38(t)), které se kvalitou vyrovnaly nejlepším německým obrněncům a umožnily Wehrmachtu vytvořit nová tanková uskupení (tanky Pz 38(t) se účastnily ještě operace Barbarossa).
Více informací:
- Československé opevnění
- Malá Dohoda
- Československo-polský spor o Těšínsko

#### Polsko

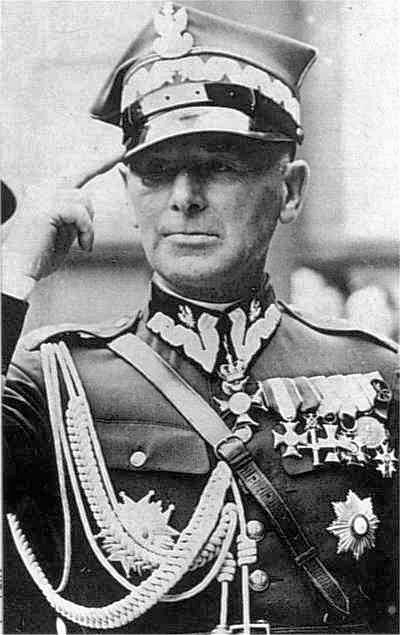
Generál Edward Śmigły-Rydz, vrchní velitel polských ozbrojených sil

Tragédií Polska bylo to, že se po svém vzniku ocitlo v kleštích mezi Německem a SSSR. Oba státy proti němu měly územní požadavky a hodlaly si je prosadit. Celá situace byla ještě zhoršena faktem, že Polsko samo sebe považovalo za regionální mocnost a mělo územní spory s ostatními sousedy – Litvou (Vilnius) a Československem (Těšínsko a několik vesnic na hranicích se Slovenskem), což znemožňovalo uvažovat o vytvoření koalice proti německé expanzi.
Polsko mělo spojenecké smlouvy s Francií a bezpečnostní záruky Anglie. S Německem uzavřelo pakt o neútočení. Jako hlavního nepřítele Poláci identifikovali Sovětský svaz. Nebyl to tak úplně špatný odhad, koneckonců útoku na Polsko předcházela dohoda mezi Německem a Sovětským svazem o společném postupu proti němu, ovšem první a zásadní úder připravilo Německo. Polsko si fakt, že Německo je stejně, resp. ještě víc nebezpečné než SSSR, uvědomilo až později. Dalším problémem Polska byla zastaralá armáda nedisponující dostatečným počtem dopravních prostředků, kterou Polsko i jeho spojenci přeceňovalo. Stejně tak Poláci přeceňovali schopnost svých spojenců přispět jim na pomoc a naopak podceňovali schopnosti svých nepřátel – Rusů i Němců.

#### Pobaltské státy
Pobaltské státy na tom byly opravdu špatně. Neměly prakticky žádné záruky od nikoho, jejich vlastní armády nebyly nijak zvlášť oslňující a SSSR dával jednoznačně najevo, že očekává, že tyto budoucí svazové republiky budou začleněny zpět do jeho impéria. Sice se vyskytly určité nesmělé pokusy utvořit obranný pakt mezi pobaltskými státy a Finskem, nicméně tyto snahy zkrachovaly na striktní finské neutralitě a snaze všech zúčastněných států neprovokovat Sovětský svaz. Německo a SSSR si Pobaltské státy mezi sebou původně rozdělily: Litva připadla Německu a Lotyšsko s Estonskem SSSR. SSSR však nakonec násilně zabral všechny tři, což Hitler se skřípěním zubů akceptoval – aby se vzápětí revanšoval ve finské otázce.

#### Finsko

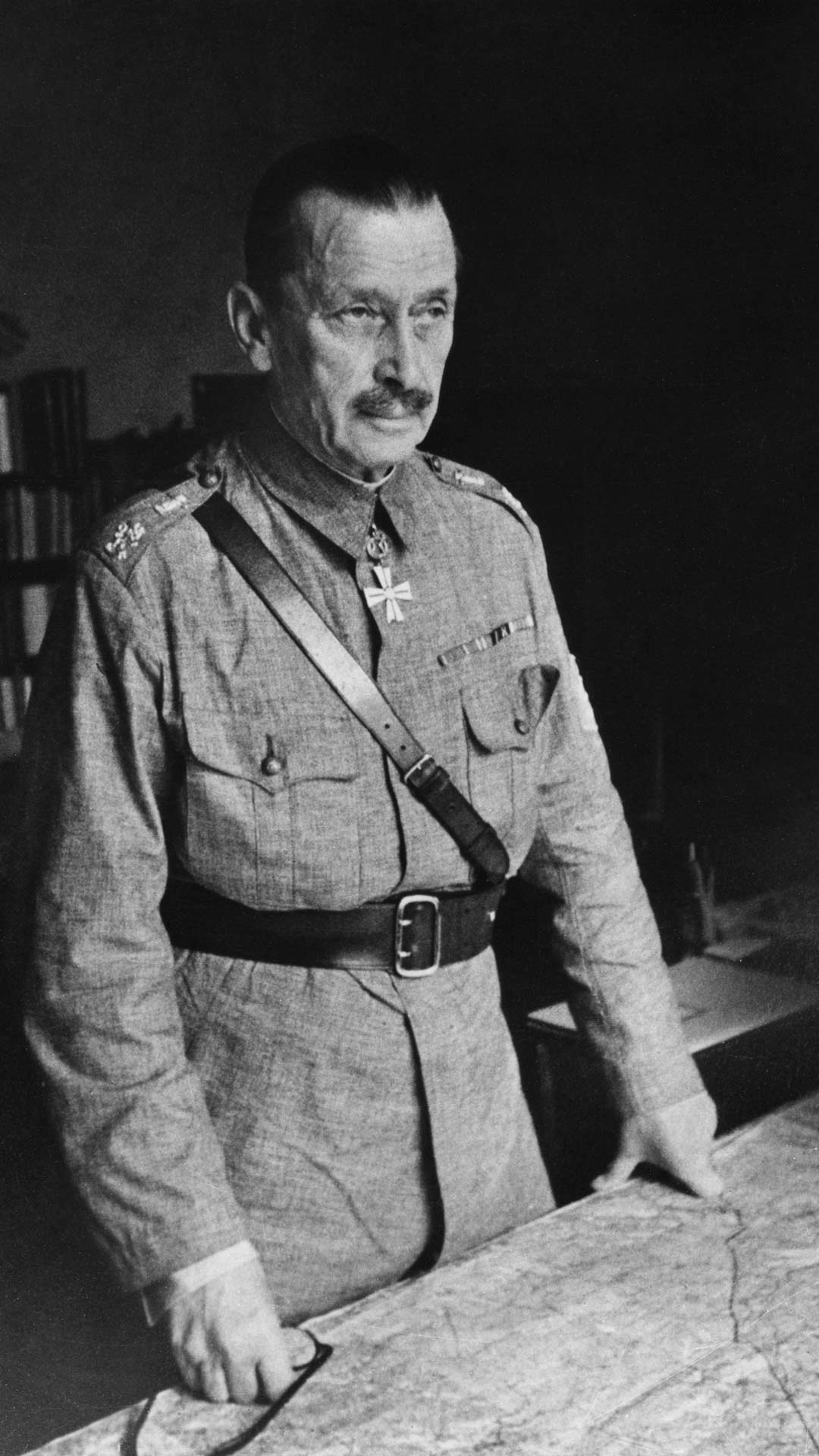
Maršál Carl Gustaf Emil Mannerheim, vrchní velitel finských ozbrojených sil 1917-1918 a 1939-1946

Finsko bylo v pojetí SSSR stejně jako pobaltské státy „budoucí svazovou republikou“. Jako prostředek k zajištění své bezpečnosti zvolilo postoj striktní neutrality a aktivní členství ve Společnosti národů. Nijak zvlášť nerozvíjelo armádu (vlastně ji, pokud jde o materiální stránku věci, hrubě zanedbávalo) a pečlivě se snažilo neprovokovat SSSR. V roce 1932 s ním uzavřelo pakt o neútočení (v roce 1934 se prodloužila jeho platnost o deset let). Tento pakt však nebránil sovětskému stranickému rozhlasu a tisku vést štvavou kampaň proti Finsku a Stalinovi označovat je za budoucí svazovou republiku. V paktu mezi Hitlerem a Stalinem bylo Finsko přiděleno do sféry SSSR. Na rozdíl od Pobaltských zemí se však Finsko postavilo na odpor a k obrovskému překvapení všech se ukázalo jako mnohem tužší oříšek, než se předpokládalo – SSSR si je nedokázal na jediný zátah podmanit (viz Zimní válka). Hitler toho vzápětí využil, aby vrátil Stalinovi zabrání Litvy, a nabídl Finům podporu. Sovětský svaz tak dokázal husarský kousek, když „předělal“ striktně neutrální stát v odhodlaného nepřítele a spolubojovníka Německa.

#### Jugoslávie
Jugoslávie představovala stát, který neoplýval přílišnou vojenskou silou a navíc byl rozerván vnitřními národnostními třenicemi, zejména mezi Srby a Chorvaty. Po smrti profrancouzského krále Alexandra, který prosazoval úzkou spolupráci s Francií a Malou Dohodou se královská rodina i s politickými špičkami snažila uchovat dobré vztahy s Itálií, Maďarskem a Německem, což však nebylo příliš po chuti obyvatelstvu. To nakonec proněmeckou vládu svrhlo, což ale vyprovokovalo Německo k vojenskému útoku, vedenému snahou zabezpečit jednak levé křídlo jednotek útočících proti Řecku, jednak zajistit Balkán proti spojenecké invazi v budoucnu. Posléze využilo národnostních třenic ke zřízení satelitního Chorvatského státu, podporujícího jeho snažení.

## Ostatní evropské státy
Poslední skupinou v evropské politice byly malé a středně velké státy, které již nemohly uvažovat o plánech na jakoukoli územní expanzi jak na „starém“ kontinentě, tak jinde ve světě, natož usilovat o nějaké hegemoniální postavení. Belgie, Nizozemsko a Portugalsko disponovaly ovšem koloniemi a zámořskými územími, které si chtěly udržet.

### Belgie, Nizozemsko a Lucembursko
Belgie, Nizozemsko a Lucembursko byly malé státy vklíněné mezi Německo a Francii. Zárukou jejich bezpečnosti měla být blízkost Francie a Velké Británie, u nichž bylo jisté, že nestrpí agresivní hegemonii Německa v těsné blízkosti svých hranic. Na druhé straně toto znamenalo i nevýhodu, neboť tyto tři státy překážely nejvhodnějšímu směru německého úderu na Francii. Belgie a Nizozemsko si toho byly vědomy a přijaly opatření (relativně silná armáda, silné opevnění), která měla buďto odradit Německo od útoku jejich směrem, nebo alespoň zadržet jeho nápor, dokud nepřijde pomoc. Nakonec se však přes předchozí varování německý úder ukázal natolik zničující, že veškeré plány na úspěšnou obranu padly a akce francouzské a britské armády směřující na podporu hroutícím se armádám Belgie a Nizozemska se staly jednou z příčin jejich vlastní porážky.

### Dánsko, Norsko, Švédsko
Tyto tři severské země podobně jako Finsko propagovaly přísnou neutralitu. Pevně doufaly, že se konfliktu zcela vyhnou, ale celá věc byla komplikována enormním významem švédské železné rudy pro Třetí říši a blízkostí agresivního Sovětského svazu. Zatímco druhá hrozba byla nakonec díky neúspěchům Rudé armády v Zimní válce alespoň částečně zažehnána, hrozba ze západu se nakonec realizovala. Význam železné rudy ze Švédska byl natolik zásadní, že ani Německo, ani Velká Británie s Francií nehodlaly respektovat neutralitu Severských zemí. Velká Británie s Francií několikráte porušily neutralitu norských výsostných vod a během Zimní války pod záminkou pomoci Finsku Severským zemím vyhrožovaly a zjevně připravovaly invazi, která by, pokud by se uskutečnila, zcela zničila německý válečný průmysl. Německo, které pravděpodobně zprvu plánovalo neutralitu severských zemí dodržet (možná s výjimkou Dánska), pod tlakem výše zmíněných událostí raději změnilo názor a v roce 1940 provedlo invazi do Dánska a Norska, aby své životně důležité zdroje ochránilo. Neutralita Švédska zůstala z větší části nedotčena, byť se to neobešlo bez mnohých ústupků.

### Španělsko a Portugalsko
Státy Pyrenejského poloostrova se v druhé světové válce výrazněji neangažovaly. Portugalsko představovalo neutrální území, které se zásadně nemíchalo do konfliktu vůbec.
Španělsko zase zápasilo s vlastními problémy. Země byla po celá třicátá léta zmítána politickými střety mezi tzv. „Rudým“ a „Černým“ Španělskem. Situace se prudce zradikalizovala po volbách v roce 1936, které vyhrály levicové strany. Radikální strany levicové koalice hlásící se ke komunismu a anarchismu se rozhodly využít příležitosti a začaly si vyřizovat účty se svými oponenty z řad fašistů, konzervativců a římskokatolické církve nejen pomocí ne vždy demokratických zákonů, ale také násilím a vraždami, které levicová vláda minimálně tolerovala, v některých případech dokonce podporovala (nutno ovšem dodat, že vraždění se dopouštěla i fašistická opozice).
Rudý teror sílil a jeho bezprostředním následkem bylo, že 17. července propuklo v zemi povstání vedené generálem Franciscem Francem. Tato Španělská občanská válka je někdy považována za přímou předehru druhé světové války, nebo dokonce za její součást. Zatímco provládní „Rudé“, resp. „Republikánské“ straně se dostalo podpory ze strany Francie a Sovětského svazu, povstalecká „Černá“, resp. „Nacionalistická“ strana byla podpořena Německem a Itálií. Španělsko se tak stalo zemí, kde si tyto státy poměřily síly a vyzkoušely nové zbraně a bojové taktiky. Německo si zde vyzkoušelo zásady tankového boje, nasazení vojenského letectva a některá nová děla, zejména 37 mm protitankové dělo a víceúčelové 88 mm protiletadlové dělo. Došlo zde též k prvnímu masovému použití zápalných lahví jakožto účinné protitankové zbraně. Zatímco německá strana beze zbytku poznatky z tohoto bitevního pole zužitkovala, sovětská strana si vedla o poznání hůř. Většího uplatnění se dostalo pouze poznatkům o používání a výrobě Molotovových koktejlů a požadavkům na výrobu lépe pancéřovaných tanků. Naopak poznatky týkající se taktiky tankového boje byly veliteli Rudé armády pominuty a ani zkušenosti týkající se vedení leteckého boje nebyly vzaty v úvahu tak, jak by měly.
Rozhodlo-li však něco tuto válku, spíše než zahraniční pomoc (zhruba vyrovnaná) to byly vnitřní faktory: omezené schopnosti republikánských velitelů, nejednotnost jejich velení, vysoce negativní vliv komunisty prosazovaných politických komisařů a zejména vnitřní rozpory a boje, které nakonec vyústily v to, že tuto stranu ovládly radikální anarchistické a komunistické oddíly, které se navzájem vyvražďovaly.
Po vítězství Franca, který měl být proč zavázán fašistickému táboru, to nejdříve vypadalo, že Německo a Itálie získaly nového spojence, brzy se však ukázalo, že to je omyl. Španělsko sice omezilo průchod uprchlíků před nacismem skrze své území a souhlasilo s odchodem dobrovolníků na východní frontu, ale tím se jeho ochota k angažovanosti vyčerpala. Odmítlo se připojit k válčení Osy, odmítlo povolit průchod jednotek Osy přes své území (čímž pohřbilo plány Německa na likvidaci Gibraltaru) i další požadavky. Francovi tak druhá světová válka přinesla v očích některých historiků pověst „machiavellistického génia“, který si od Hitlera vzal mnoho, aby mu pak na oplátku nedal prakticky nic.

## Poslední kroky k válce

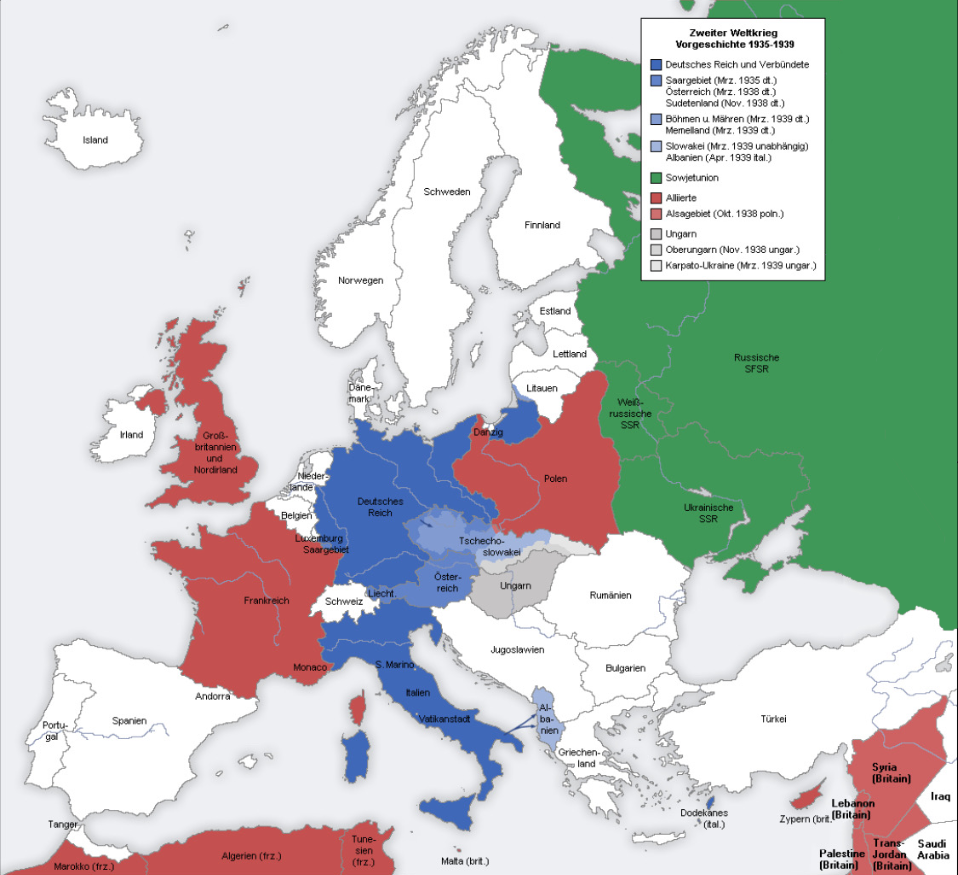
1935-1939

Ještě na počátku roku existovaly v Evropě (potažmo ve světě) tři bloky, které již pomalu šly do války a které byly navzájem znepřáteleny mezi sebou navzájem: Osa a s ní spojené státy, Francie a Velká Británie plus malé státy pod jejich ochranou a SSSR. Pokud se vůbec očekávalo nějaké překvapení a změna rovnováhy sil, tak se hledalo ve vztahu mezi Francií a SSSR, neboť vztahy mezi těmito státy se zlepšovaly a v občanské válce ve Španělsku bojovaly na stejné straně. Jak však již bylo řečeno, Velká Británie odmítla garantovat a podporovat Stalinovu hegemonii a ten tudíž pragmaticky dospěl k závěru, že Německo mu může nabídnout více. Novým lidovým komisařem zahraničních věcí se stal Molotov, který neváhal veřejně prohlásit, že nejraději jedná s diktátory, neboť tam je to vždycky jednodušší. 23. srpna 1939 uzavřela Hitlerova Třetí říše prostřednictvím svého ministra zahraničí Joachima von Ribbentropa se Sovětským svazem (za který se podepsal Molotov) pakt o neútočení, který vešel ve známost jako Pakt Ribbentrop–Molotov. Pakt zcela rozvrátil veškerou rovnováhu v Evropě a uvolnil Hitlerovi i Stalinovi ruce k zahájení expanze. A ačkoliv již samotný pakt vyděsil Velkou Británii, Francii i jejich spojence, nebyl nic proti tajnému dodatku, který obsahoval jmenovité rozdělení sfér vlivu mezi SSSR a Německem a který výslovně připouštěl likvidaci Polska. Cesta k válce byla volná.
Velká Británie, pod tíhou posledních dní, se nakonec rozhodla podepsat s Polskem spojeneckou dohodu. Dle dochovaných pramenů se tak stalo v 17:15, v pátek 25. srpna 1939. Britové braly tuto dohodu spíše jako gesto než vážněji myšlenou dohodu. Dohoda byla nakonec schválena proto, že se Britové ve stejný den (v cca 13 hodin) prostřednictvím svého německého konzulátu dozvěděli o plánu napadení Polska Německem, ke kterému mělo dojít hned následující den v sobotu. Touto cestou tak chtěli Britové zachránit mír (počítali s tím, že se Třetí Říše zalekne případné pomoci Velké Británie Polsku v případné válce).
Ve stejný den se sešel i Hitler s britským velvyslancem v Německu a ujišťoval jej o garancích integrity Británie Německem a o částečném omezení německého zbrojení výměnou za ústupky ze strany Polska. V té době Hitler ještě o dohodě mezi Británií a Polskem nevěděl a chvíli po ukončení schůzky definitivně rozhodl o zahájení útoku následující den. O dohodě se dozvěděl až večer a rozhodl se rozkaz odvolat.
Hitler poslal v neděli, 27. srpna 1939, nové spojenecké návrhy britské vládě. Kromě spojenectví s Británií zde Hitler zaručuje bezpečnost pro polský národ výměnou za navrácení německých kolonií, získání Gdaňsku a část Slezska a zlepšení postavení německé menšiny v Polsku. Britská vláda toto odmítla hned v následující den, 28. srpna. Poslední schůzka mezi oběma stranami proběhla 29. srpna večer a byla už jen formální, Hitler byl už rozhodnut zahájit útok na Polsko, který musel mezitím posunout na pátek, 1. září 1939.
30. srpna 1939 proběhla v Polsku mobilizace, téhož dne se ještě pokusili Britové doručit Hitlerovi nové memorandum obsahující požadavek přímých jednání, garanci Polské celistvosti a během jednání by nemělo dojít k vojenskému útoku ani jedné ze stran. Memorandum bylo předáno Ribbentropovi, ten jej však odmítl. Hitler následující den, ve čtvrtek 31. srpna 1939 ve 12 hodin a 40 minut, podepisuje Směrnici č. 1 pro vedení války, den na to, 1. září 1939 2. světová válka definitivně začíná.